# Merle à col roux
Turdus rufitorques
Espèce
Statut de conservation UICN

 LC  : Préoccupation mineure
Le Merle à col roux (Turdus rufitorques) est une espèce d'oiseaux de la famille des Turdidae, originaire d'Amérique centrale.

## Répartition

Carte de répartition de l'espèce

Cette espèce se retrouve en Amérique centrale, depuis le sud-est du Mexique jusqu'au Salvador et au sud du Honduras.

## Habitat
Le Merle à col roux se retrouve dans divers habitats forestiers ou à proximité de ceux-ci, jusque dans les zones urbaines à des altitudes variant de 1 500m et 3 500m d'altitude.